# Franz Engstler
Franz Engstler, född 25 juli 1961 i Kempten im Allgäu, är en tysk racerförare. Engstler tävlar i World Touring Car Championship, för sitt eget team, Liqui Moly Team Engstler.

## Racingkarriär
Engstlers karriär har främst kretsat kring standardvagnsracing i sitt eget team, men innan dess hade han tagit titlar i European Hillclimbing Championship och German Long Distance Cup, samt tävlat i tyska F3-mästerskapet mellan 1988 och 1990. Han lyckades dock aldrig nå några bra placeringar i formel 3 och tog som bäst två totala tolfteplatser i mästerskapet. Engstler gav upp sin formelbilskarriär nästan direkt och gick istället över till Deutsche Tourenwagen Meisterschaft, där han körde under tre år. Inte heller där blev det några bättre totalplaceringar och heller inte i German Supertouring Championship, som han fortsatte med efter åren i DTM.

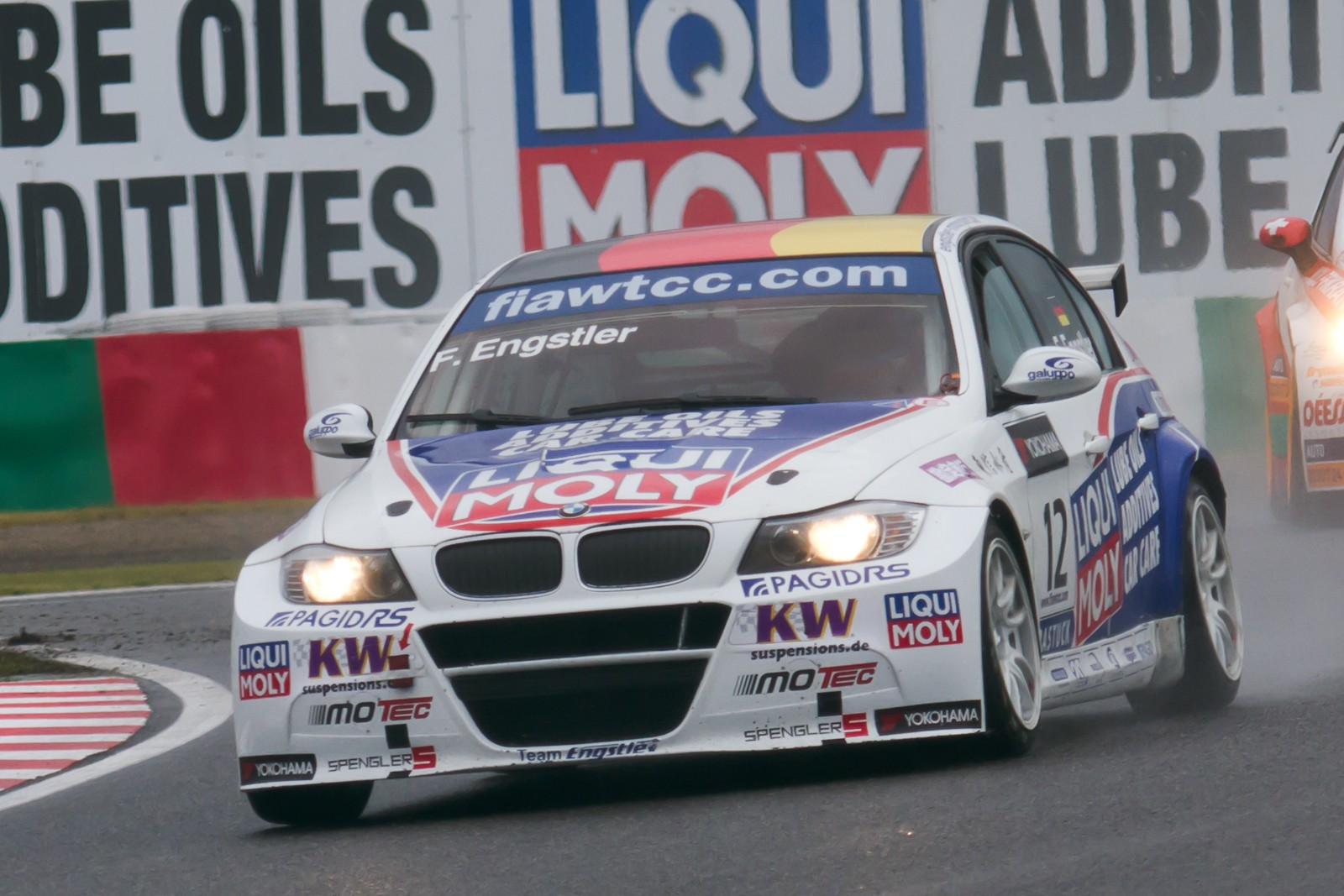
Franz Engstler i en BMW 320 TC för Liqui Moly Team Engstler i FIA WTCC Race of Japan på Suzuka International Racing Course 2011.

Inte förrän säsongen 2000 tog Engstler några bättre placeringar. Han tävlade då i Deutsche Tourenwagen-Challenge, som senare kom att bli ADAC Procar. Säsongen medförde tre segrar och Engstler korades till mästare, men på samma poäng som Jürgen Hohenester. Han fortsatte i klassen, som sedan bytte namn till DMSB Produktionswagen Meisterschaft, ända till och med säsongen 2004, men lyckades inte göra om bedriften. Engstler flyttade därefter till Asien och tävlade i Asian Touring Car Championship under två säsonger. Antalet förare som körde hela säsongerna i var inte stort och Engstler tog förartitlarna båda åren, innan han vände hem till Tyskland igen.
Engstler hade tävlat lite i ADAC Procar redan under 2006, då han tog sjundeplatsen i mästerskapet, men under säsongen 2007 dominerade han division 1 och vann tolv av femton race. Tvåa var ryssen Andrei Romonov och tillsammans med honom tävlade Engstler för sitt eget team i World Touring Car Championship, världsmästerskapet i standardvagnsracing, under 2008. Engstler kom inte så högt i totalmästerskapet, men i privatförarcupen blev han tvåa bakom spanjoren Sergio Hernández och före italienaren Stefano D'Aste. Det efterföljande året förbättrade Engstler sin placering i förarmästerskapet, men blev den här gången trea i privatförarcupen. Han hade under året lett ett race på Circuit de Pau-Ville, då han körde in i Safety Car, som väjde rätt ut från depån utan att Engstler hann se honom. Under 2010 tangerade han sitt personbästa i privatförarcupen, genom att bli tvåa bakom Sergio Hernández igen.
Säsongen 2011 lyckades Engstler ta sin första totalseger i ett race. Han vann på hemmaplan på Motorsport Arena Oschersleben, efter att ha fått pole position i det andra racet. I förarmästerskapet slutade han till slut på åttonde plats, bakom sin teamkamrat Kristian Poulsen. I privatförarcupen blev Engstler trea, även där bakom dansken.